# Tsutomu Yamazaki
Tsutomu Yamazaki (山崎 努, Yamazaki Tsutomu), né le 2 décembre 1936 à Matsudo dans la préfecture de Chiba, est un acteur japonais.

## Biographie
Tsutomu Yamazaki a été nommé pour sept prix de l'académie du Japon, et a remporté le prix du meilleur acteur pour les comédies The Funeral et L'Inspectrice des impôts de Jūzō Itami, ainsi que le prix du meilleur second rôle pour Go et Departures (Okuribito). Il a également remporté le Blue Ribbon Award du meilleur acteur en 1984 pour The Funeral et Adieu l'arche.

## Filmographie

### Cinéma

#### Années 1960

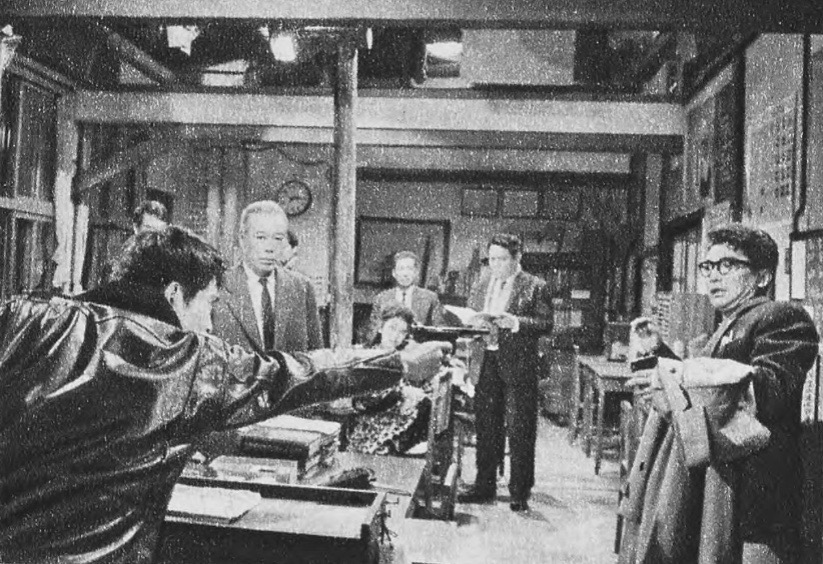
Scène du film Kyōfu no jikan (1964) avec Tsutomu Yamazaki (de dos armé) et Takashi Shimura.

- 1960 : Daigaku no sanzōkutachi (大学の山賊たち?) de Kihachi Okamoto : Okashira
- 1960 : Chi no hate ni ikuru mono (地の涯に生きるもの?) de Seiji Hisamatsu
- 1961 : Histoire du Tokyo nocturne (東京夜話, Tōkyō yawa?) de Shirō Toyoda : Shin'ichi
- 1962 : La Femme de là-bas (その場所に女ありて, Sono basho ni onna arite?) de Hideo Suzuki
- 1962 : Tant qu'il y a demain (明日ある限り, Ashita aru kagiri?) de Shirō Toyoda
- 1962 : Musume to watashi (娘と私?) de Hiromichi Horikawa
- 1962 : Yuki no furu machi ni (雪の降る街に?) de Tetsutarō Murano
- 1962 : Heso no taishō (おへその大将?) de Kōzō Saeki
- 1963 : Entre le ciel et l'enfer (天国と地獄, Tengoku to jigoku?) d'Akira Kurosawa : Ginjirō Takeuchi, le ravisseur
- 1963 : L'Héritage des 500 000 (五十万人の遺産, Gojūman-nin no isan?) de Toshirō Mifune : Tsukuda
- 1963 : Taiyō wa yondeiru (太陽は呼んでいる?) d'Eizō Sugawa
- 1963 : L'Histoire de la femme (女の歴史, Onna no rekishi?) de Mikio Naruse : Kohei
- 1964 : Kyōfu no jikan (恐怖の時間?) de Katsuki Iwauchi (ja)
- 1964 : Aku no monshō (悪の紋章?) de Hiromichi Horikawa
- 1965 : Nikutai no gakkō (肉体の学校?) de Ryō Kinoshita : Senkichi Sato
- 1965 : Barberousse (赤ひげ, Akahige?) d'Akira Kurosawa : Sahachi
- 1965 : Sugata Sanshirō (姿三四郎?) de Seiichirō Uchikawa (ja) : Genshiro
- 1965 : Honkon no shiroi bara (香港の白い薔薇?) de Jun Fukuda : Matsumoto
- 1965 : Aku no kaidan (悪の階段?) de Hideo Suzuki : Iwao
- 1966 : Ai no tegami wa iku saigetsu (愛の手紙は幾歳月?) de Sōkichi Tomimoto (ja)
- 1967 : Akane-gumo (あかね雲?) de Masahiro Shinoda : Tōsuke Kosugi
- 1969 : C'est dur d'être un homme : Maman chérie (続・男はつらいよ, Zoku otoko wa tsurai yo?) de Yōji Yamada : Kaoru Fujimura

#### Années 1970
- 1970 : Fuji sanchō (富士山頂, Fuji sanchō?) de Tetsutarō Murano
- 1971 : Kaoyaku (顔役?) de Shintarō Katsu : Toshio Sugiura
- 1971 : Ningen hyōteki (人間標的?) d'Umetsugu Inoue
- 1972 : Kuro no honryū (黒の奔流?) de Yūsuke Watanabe (ja) : Takeshi Yano
- 1972 : Onna ikitemasu: Sakariba wataridori (女生きてます 盛り場渡り鳥?) de Azuma Morisaki (en) : Zengo Kakimoto
- 1975 : Nouveau combat sans code d'honneur 2 : La Tête du boss (新仁義なき戦い 組長の首, Shin jingi naki tatakai: Kumichō no kubi?) de Kinji Fukasaku
- 1977 : Yatsuhaka-mura (八つ墓村?) de Yoshitarō Nomura : Yōzō Tajimi / Hisaya Tajimi
- 1978 : Le Mois d'août sans empereur (皇帝のいない八月, Kōtei no inai hachigatsu?) de Satsuo Yamamoto : Tadashi Tojo
- 1979 : Sono go no jingi naki tatakai (その後の仁義なき戦い?) d'Eiichi Kudō : Shingo Takagi
- 1979 : L'Étang du démon (夜叉ケ池, Yashagaike?) de Masahiro Shinoda : Gaukuen Yamazaki

#### Années 1980
- 1980 : Kagemusha, l'Ombre du guerrier (影武者, Kagemusha?) d'Akira Kurosawa : Nobukado Takeda
- 1980 : Cataclysme force 7.9 (地震列島, Jishin rettō?) de Kenjirō Ōmori (ja) : le directeur de l'agence de météorologie
- 1981 : Surō na bugi ni shitekure (スローなブギにしてくれ?) de Toshiya Fujita
- 1982 : Asuka e, soshite mada minu ko e (飛鳥へ、そしてまだ見ぬ子へ?) de Ryō Kinoshita
- 1982 : Daiamondo wa kizutsukanai (ダイアモンドは傷つかない?) de Toshiya Fujita : Ichiro Mimura
- 1982 : La Rivière Dotonbori (道頓堀川, Dōtonborigawa?) de Kinji Fukasaku : Tetsuo Takeuchi
- 1984 : Adieu l'arche (さらば箱舟, Saraba hakobune?) de Shūji Terayama : Sutekichi Tokito
- 1984 : Osōshiki (お葬式?) de Jūzō Itami : Wabisuke Inoue
- 1985 : Tampopo (タンポポ, Tanpopo?) de Jūzō Itami : Gorō
- 1987 : L'Inspectrice des impôts (マルサの女, Marusa no onna?) de Jūzō Itami : Hideki Gondō
- 1989 : Sweet Home (スウィートホーム, Suwiito hōmu?) de Kiyoshi Kurosawa
- 1989 : Maihime (舞姫?) de Masahiro Shinoda : Comte Amagata
- 1989 : Harimao (ハリマオ?) de Ben Wada (en)
- 1989 : Rikyu (利休, Rikyū?) de Hiroshi Teshigahara : Hideyoshi Toyotomi

#### Années 1990
- 1991 : Nakibokuro (泣きぼくろ?) d'Eiichi Kudō : Junichi Mizuta
- 1993 : Bokura wa minna ikiteiru (僕らはみんな生きている?) de Yōjirō Takita : Hiroshi Nakaido
- 1993 : Emporté par les flots : Samurai Kids (水の旅人 侍KIDS, Mizu no tabibito : Samurai kizzu?) de Nobuhiko Ōbayashi : Sutonahiko Suminoe
- 1994 : Femme épanouie (女ざかり, Onna zakari?) de Nobuhiko Ōbayashi : le Premier Ministre Tamaru
- 1995 : Une existence tranquille (静かな生活, Shizukana seikatsu?) de Jūzō Itami
- 1998 : Beautiful Sunday de Tetsuya Nakashima
- 1998 : Wait and See (あ春, Ah haru?) de Shinji Sōmai : Sasaichi, le père d'Hiroshi
- 1999 : Salaryman Kintarō (サラリーマン金太郎, Sararīman Kintarō?) de Takashi Miike : Igo

#### Années 2000
- 2000 : Les Prisonniers du paradis (天国から来た男たち, Tengoku kara kita otoko-tachi?) de Takashi Miike : Katsuaki Yoshida
- 2001 : Jo gakusei no tomo (女学生の友?) de Tetsuo Shinohara : Gen'ichiro
- 2001 : Go! de Mitsuhiko Yazaki (ja)
- 2001 : Go d'Isao Yukisada : Hideyoshi, le père de Sugihara
- 2002 : Mohō-han (模倣犯?) de Yoshimitsu Morita : Yoshio Arima
- 2002 : Doing Time (刑務所の中, Keimusho no naka?) de Yōichi Sai : Hanawa
- 2003 : 13 kaidan (13階段?) de Masahiko Nagasawa : Shoji Nango
- 2003 : Label (ラベル, Raberu?) de Hōka Kinoshita (ja)
- 2004 : Shinibana (死に花?) de Isshin Inudō
- 2004 : Crying Out Love in the Center of the World (世界の中心で、愛をさけぶ, Sekai no chūshin de, ai o sakebu?) d'Isao Yukisada : Shigezo Matsumoto
- 2005 : What the Snow Brings (en) (雪に願うこと, Yuki ni negau koto?) de Kichitarō Negishi : Tanba
- 2006 : Criquets (こおろぎ, Kōrogi?) de Shinji Aoyama
- 2007 : Dolphin blue: Fuji, mō ichido sora e (ドルフィンブルー フジ、もういちど宙（そら）へ?) de Tetsu Maeda (ja) : Kenzo Fukuhara
- 2008 : Eiga kurosagi (映画 クロサギ?) de Yasuharu Ishii (ja) : Toshio Katsuragi
- 2008 : The Ramen Girl de Robert Allan Ackerman : le grand maître
- 2008 : Climber's High (クライマーズ・ハイ, Kuraimāzu hai?) de Masato Harada : Raizo Shirakawa
- 2008 : Departures (おくりびと, Okuribito?) de Yōjirō Takita : Ikuei Sasaki
- 2009 : Kamui, le ninja solitaire (カムイ外伝, Kamui gaiden?) de Yōichi Sai : le narrateur

#### Années 2010
- 2010 : Space Battleship (SPACE BATTLESHIP ヤマト, Space Battleship Yamato?) de Takashi Yamazaki : Juzo Okita
- 2011 : Kirin no tsubasa: Gekijōban shinzanmono (麒麟の翼 〜劇場版・新参者〜?) de Nobuhiro Doi : Takamasa Kaga
- 2011 : Kitsutsuki to ame (キツツキと雨?) de Shūichi Okita (ja)
- 2012 : Hayabusa haruka naru kikan (はやぶさ 遥かなる帰還?) de Tomoyuki Takimoto (ja) : Hiroshi Higashide
- 2013 : Shield of Straw (藁の楯, Wara no tate?) de Takashi Miike : Ninagawa
- 2013 : Kiseki no ringo (奇跡のリンゴ?) de Yoshihiro Nakamura : Yoshihiro Nakamura
- 2015 : Kakekomi (駆込み女と駆出し男, Kakekomi onna to kakedashi otoko?) de Masato Harada : Bakin Kyokutei
- 2015 : Le Jour le plus long du Japon (日本のいちばん長い日, Nippon no ichiban nagai hi?) de Masato Harada : le Premier Ministre Suzuki
- 2015 : Haiyū kameokata kuji (俳優 亀岡拓次?) de Satoko Yokohama (ja)
- 2016 : Tono, risoku de gozaru! (殿、利息でござる!?) de Yoshihiro Nakamura
- 2017 : Blade of the Immortal (無限の住人, Mugen no jūnin?) de Takashi Miike
- 2017 : Shinobi no kuni (忍びの国?) de Yoshihiro Nakamura
- 2018 : The Crimes That Bind (祈りの幕が下りる時, Inori no maku ga oriru toki?) de Katsuo Fukuzawa (ja) : Takamasa Kaga
- 2018 : Mori no iru basho (モリのいる場所?) de Shūichi Okita (ja)
- 2018 : Killing for the Prosecution (検察側の罪人, Kensatsugawa no zainin?) de Masato Harada
- 2019 : Nagai o wakare (長いお別れ?) de Ryōta Nakano (ja)

### Télévision

#### Téléfilms
- 1984 : Onna goroshi abura no jigoku
- 1995 : Setsunai haru : Naoyuki Muto
- 1995 : Abe ichizoku : Abe Yaichi'emon
- 1998 : Nara E Iku Made : Miyamoto
- 2000 : Chiisana eki de oriru
- 2004 : Todoroki hôritsu jimusho: Mienai kizuna
- 2008 : Anohi, bokura no inochi wa toiretto pêpâ yorimo karukatta: Kaura horyo shûyôjo kara no daidasshutsu
- 2008 : Hontou to uso to tekîra
- 2011 : Akai yubi

#### Séries télévisées
- 1967 : Sanshimai
- 1972 : Okappiki dobu (mini-série) : Dobu
- 1973 : Hissatsu shiokinin (26 épisodes) : Nenbutsu no Tetsu
- 1976 : Shinsha no naka no onna
- 1977 : Shin Hissatsu shiokinin (41 épisodes) : Nenbutsu no Tetsu
- 1981 : Kakaku hakai
- 1982 : Kemonomichi (3 épisodes) : Shôjirô Kotaki
- 1983 : Yusha ha katarazu (mini-série) : Makoto Kawamura
- 1994 : Kumokiri Nizaemon (15 épisodes) : Kumokiri Nizaemon
- 1998 : Seikimatsu no uta : Natsuo Momose
- 2000 : Tamaru onna
- 2006 : Kurosagi : Toshio Katsuragi (as Tsutomo Yamazaki)
- 2012 : Saikou no jinsei no owarikata (10 épisodes) : Iwata
- 2012 : Kiruto no ie (2 épisodes) : Katsuya
- 2014 : Rûzuberuto gêmu (mini-série) : Chairman Aoshima

## Distinctions
Sauf indication contraire, les informations mentionnées dans cette section peuvent être confirmées par la base de données cinématographiques IMDb,  présente dans la section « Liens externes ».

### Décoration
- 2000 : récipiendaire de la médaille au ruban pourpre

### Récompenses
- Japan Academy Prize :
  - prix du meilleur acteur pour Adieu l'arche et The Funeral en 1985[2]
  - prix du meilleur acteur pour L'Inspectrice des impôts en 1988[3]
  - prix du meilleur acteur dans un second rôle pour Go en 2002[4]
  - prix du meilleur acteur dans un second rôle pour Departures en 2009[5]
- Blue Ribbons Awards :
  - prix du meilleur acteur pour Adieu l'arche et The Funeral en 1985[6]
  - prix du meilleur acteur dans un second rôle pour Go en 2002[7]
- Prix Kinema Junpō :
  - prix du meilleur acteur dans un second rôle pour Kagemusha, l'ombre du guerrier en 1981[8]
  - prix du meilleur acteur pour Adieu l'arche et The Funeral en 1985[8]
  - prix du meilleur acteur dans un second rôle pour Go, Jo gakusei no tomo et Les Prisonniers du paradis en 2002
- Prix du film Mainichi :
  - prix du meilleur acteur pour Adieu l'arche et The Funeral en 1985[9]
- Hōchi Film Awards :
  - prix du meilleur acteur dans un second rôle pour Kagemusha, l'ombre du guerrier en 1980
  - prix du meilleur acteur dans un second rôle pour Go en 2001
- Nikkan Sports Film Awards :
  - prix du meilleur acteur dans un second rôle pour Go en 2001
- Festival du film de Yokohama
  - prix du meilleur acteur dans un second rôle pour Go, Jo gakusei no tomo, Go! et Les Prisonniers du paradis en 2002

### Sélections
- Japan Academy Prize :
  - prix du meilleur acteur dans un second rôle pour Yashagaike en 1980[10]
  - prix du meilleur acteur dans un second rôle pour Rikyu, Maihime et Harimao en 1990[11]
  - prix du meilleur acteur dans un second rôle pour Bokura wa minna ikiteiru en 1994[12]
  - prix du meilleur acteur dans un second rôle pour Mohō-han en 2003[13]